# إلتون (كامبريدجشير)
التون (بالإنجليزية: Elton, Cambridgeshire)‏ هي أبرشية مدنية تقع في المملكة المتحدة في إنجلترا.